# Solegnathus
Solegnathus is een geslacht van straalvinnige vissen uit de familie van zeenaalden en zeepaardjes (Syngnathidae). Het geslacht is voor het eerst wetenschappelijk beschreven in 1839 door Swainson.

## Soorten
- Solegnathus dunckeri Whitley, 1927
- Solegnathus hardwickii (Gray, 1830)
- Solegnathus lettiensis Bleeker, 1860
- Solegnathus robustus McCulloch, 1911
- Solegnathus spinosissimus (Günther, 1870)